# Emanuele Di Cola
Emanuele Di Cola ist ein italienischer Kameramann und Filmregisseur.

## Leben
Di Cola erhielt als Fotograf den Auftrag für Szenenfotos bei Bernardo Bertoluccis La commare secca. So in Kontakt mit der Filmszene gekommen, wurde er bald als Kameramann engagiert und fotografierte bis 1972 etliche Filme, oft für den spanischen Regisseur José Luis Merino. 1973 inszenierte er die im Mittelalter spielende Erotikkomödie Sogni proibiti di Don Galeazzo curato di campagna, der keinen Eindruck hinterließ.
Danach verließ Di Cola offenbar den Bereich des Films.

## Filmografie (Auswahl)
- 1963: Mondo di notte – Welt ohne Scham (Mondo di notte n. 3)
- 1968: Ein Schuss zuviel (Dos hombres van a morir)
- 1969: La última aventura del Zorro
- 1970: Entführt Rommel! (Consigna: matar al comandante en jefe)
- 1970: Das Geheimnis von Schloß Monte Christo (Ivanna)
- 1970: La muerte busca un hombre
- 1971: El Zorro, caballero de la justicia
- 1973: Sogni proibiti di Don Galeazzo curato di campagna (Regie)